# Melochia goldbergii
Melochia goldbergii är en malvaväxtart som beskrevs av C.L. Cristobal. Melochia goldbergii ingår i släktet Melochia och familjen malvaväxter. Inga underarter finns listade i Catalogue of Life.